# Xalqlar Dostluğu (métro de Bakou)
Xalqlar Dostluğu est une station de métro azerbaïdjanaise de la ligne 1 du métro de Bakou. Elle est située avenue Qara Qarayev, à l'est du Raion Nizami dans la ville de Bakou.
Elle est mise en service en 1989, alors que le pays fait partie de l'Union des républiques socialistes soviétiques (URSS).
Exploitée par Bakı Metropoliteni, elle est desservie chaque jour entre 6 heures et minuit. Plusieurs arrêts d'autobus sont desservis par de nombreuses lignes.

## Situation sur le réseau
Établie en souterrain, la station Xalqlar Dostluğu est située sur la ligne 1 du métro de Bakou, après la station Neftçilər, en direction de İçərişəhər et HəziƏhmədli, en direction de Həzi Aslanov.

## Histoire
Bakou est la capitale de la République socialiste soviétique d'Azerbaïdjan, lorsque la station « Xalqlar Dostluğu », littéralement en français « l'amitié des peuples », est mise en service le 28 avril 1989, lors de l'ouverture à l'exploitation du prolongement de la ligne, long de 3 kilomètres, de Neftçilər à Əhmədli. Elle est créée par les architectes R.G. Aliyev et A.G. Abdullayev. Peu profonde, son quai central a deux rangées de 16 colonnes cannelées avec un décor de marbre blanc avec les cannelures couleur or, les murs sont ornées de mosaïques couleur or.

## Service des voyageurs

### Accueil
Elle dispose de plusieurs bouches au croisement de l'avenue Qara Qarayev avec la rue B. Nuriyev et l'avenue Babak.

### Desserte
Xalqlar Dostluğu est desservie quotidiennement par les rames qui circulent sur la ligne entre 6 heures et minuit.

### Intermodalité
À proximité, plusieurs arrêts de bus sont desservis par de nombreuses lignes.